# کوه کانر
کوه کانر (انگلیسی: Mount Conner) یکی از کوههای کشور استرالیاست. این کوه در جنوب غربی قلمرو شمالی  قرار گرفته است و یک کوه منفرد محسوب می شود.